# Alter Friedhof (Oberdollendorf)

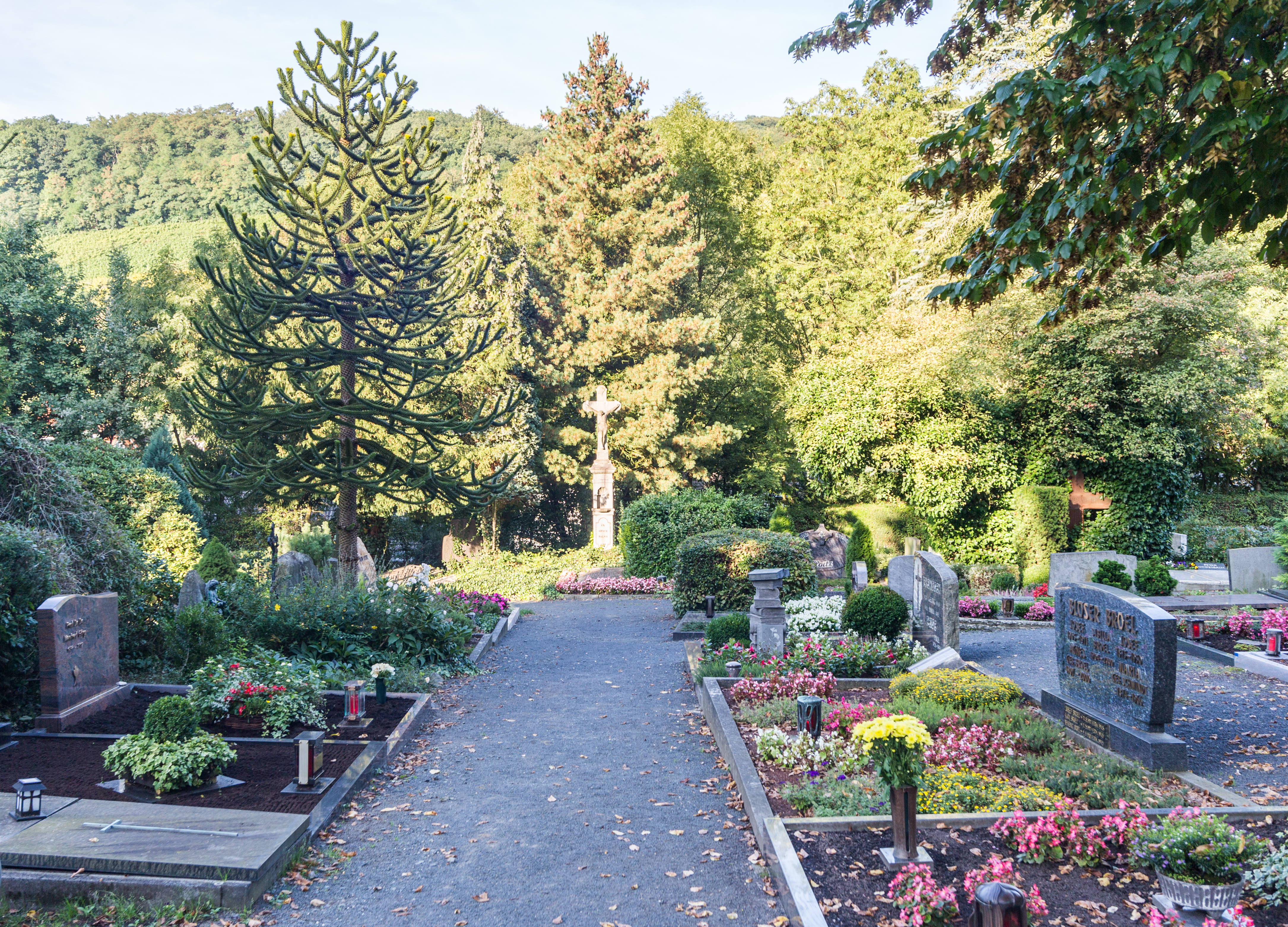
Blick über den Alten Friedhof (2013)

Der Alte Friedhof von Oberdollendorf, einem Ortsteil der Stadt Königswinter im nordrhein-westfälischen Rhein-Sieg-Kreis, wurde 1852 angelegt. Er steht als Baudenkmal unter Denkmalschutz.

## Lage
Der Friedhof liegt oberhalb des Ortskerns auf etwa 85 m ü. NHN und einem nach Süden mit dem sogenannten „Rennenberg“ ansteigenden Gelände. Er erstreckt sich zwischen Rennenbergstraße im Südwesten (Eingang) und Heisterbacher Straße im Nordosten und schließt sich südöstlich an die ehemalige Schule (Rennenbergstraße 3) an.

## Geschichte
Der Friedhof wurde 1852 als Ersatz für den bisherigen Kirchhof der katholischen Pfarrkirche St. Laurentius angelegt. Er befand sich damals außerhalb des Dorfes an der Straßenverbindung zwischen Niederdollendorf und Oberpleis (heutige Rennenbergstraße); um 1870 wurde entlang der Nordseite des Friedhofs die heutige Heisterbacher Straße gebaut, die von nun an diese Straßenverbindung aufnahm.:209 1930 kam es zu einer Erweiterung des Friedhofs in Richtung der damaligen Schule. Einige Jahre später entstand mit dem Waldfriedhof am oberen Ortsausgang in Richtung Kloster Heisterbach ein zweiter Friedhof, mit dessen engerer Belegung ab Ende 1947 der nunmehr „Alte“ Friedhof vorerst für Neubelegungen geschlossen wurde.
Der Friedhof verfügte seit Anfang des 20. Jahrhunderts über zwei Doppeleingangstore mit Gittern aus Stabeisen, die von einem ortsansässigen Kunst- und Geräteschmied gefertigt worden waren. Sie besaßen jeweils in der Mitte handgeschmiedete Rosenranken mit einer in Formen des Rokoko ausgeführten Zierrosette und an den oberen Enden naturgetreu nachgebildete Rosenblätter. 1962 wurden die Pfeiler der Eingangstore neu aufgebaut und in diesem Zuge auch die Torgitter ersetzt.
Die Eintragung des Friedhofs in die Denkmalliste der Stadt Königswinter erfolgte am 23. Juli 1991.

## Beschreibung
Der Friedhof ist eine von Hecken eingefasste trapezförmige Anlage. Das Friedhofskreuz von 1856 gliedert sich in einen hohen Sockel aus Trachyt, eine Muschelnische sowie das nach oben abschließende Kreuz mit Dreipassenden und einem Steinkorpus. Im Südosten des Friedhofs befindet sich eine Christusfigur aus Terrakotta auf Grottenwerk.:211

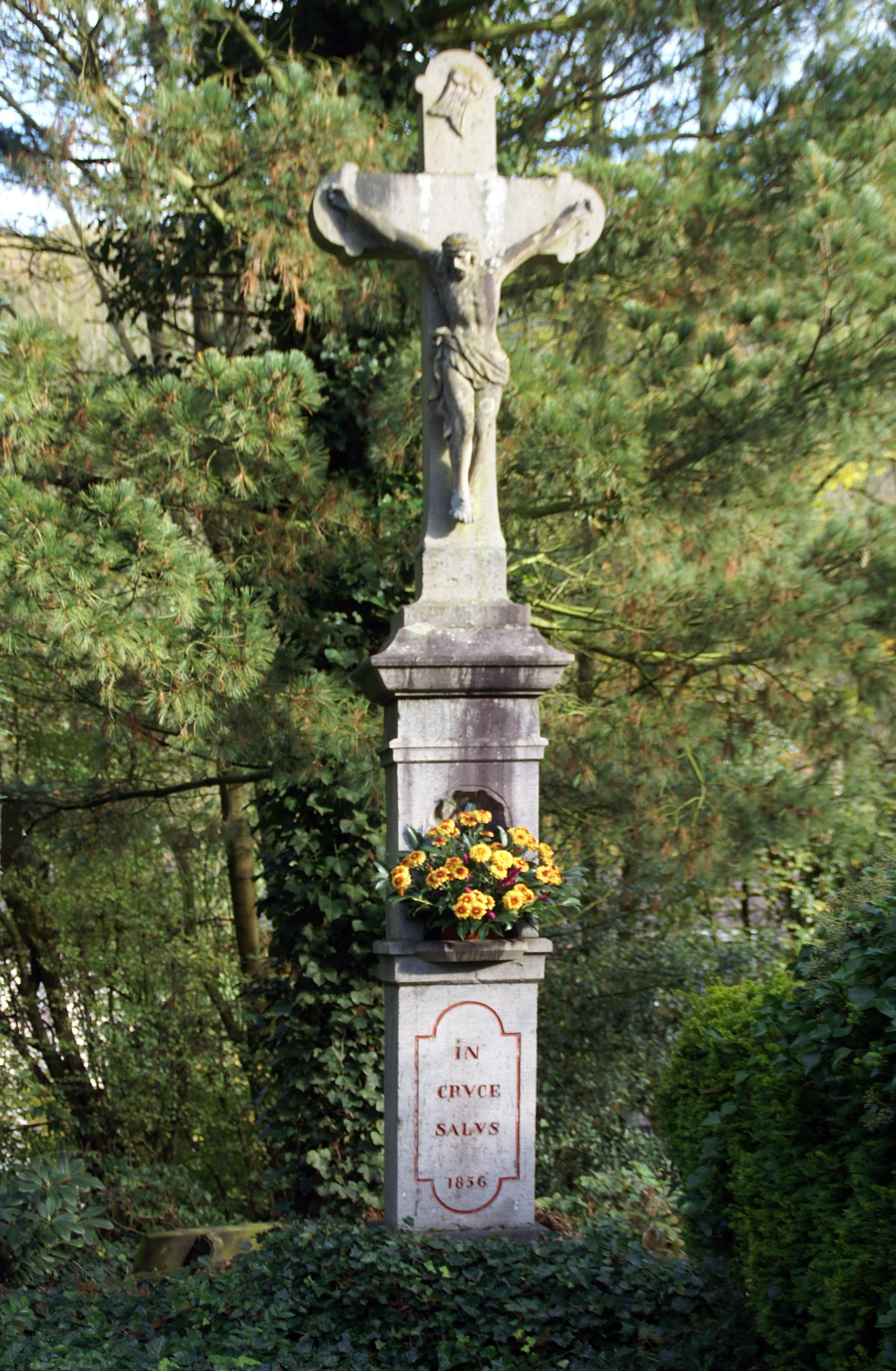
Friedhofskreuz von 1856
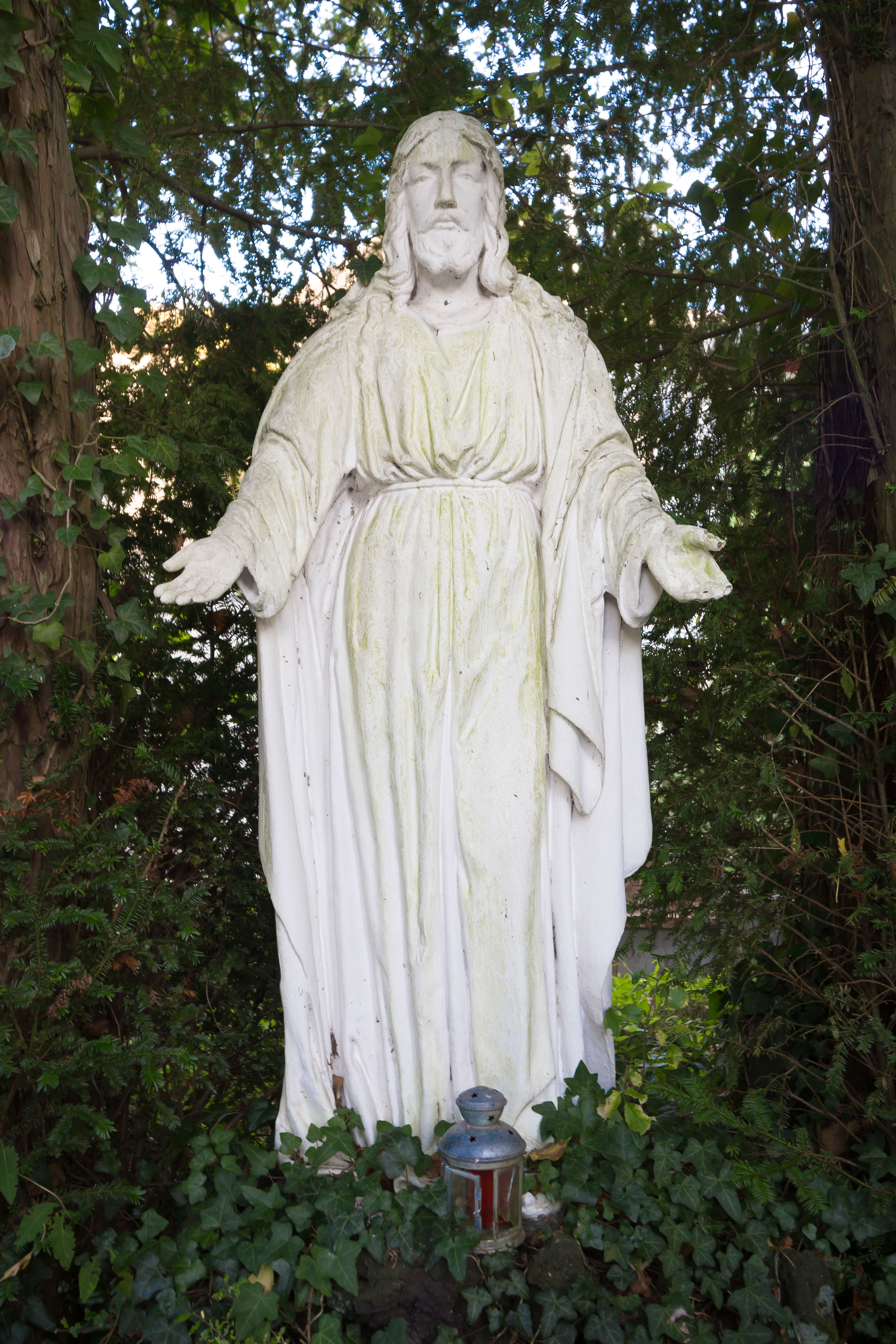
Christusfigur aus Terrakotta

## Beigesetzte Persönlichkeiten
- Leo Tendler (1881–1975), Gemeindevorsteher und Bürgermeister von Oberdollendorf
- Manfred Görg (1938–2012), römisch-katholischer Alttestamentler und Ägyptologe
- Günther Steeg (1930–2018), deutscher Journalist
- Friedrich-Wilhelm Schlomann (1928–2024), deutscher Jurist, Journalist und Buchautor